# Gouvernement Philippe II
Ne doit pas être confondu avec Gouvernement Philippe I.
Ve République
Philippe I Castex
Le gouvernement Philippe II est le gouvernement de la République française entre le 19 juin 2017 et le 3 juillet 2020. C'est le quarante-et-unième gouvernement de la Ve République et le deuxième sous la présidence d'Emmanuel Macron.
À l'issue des élections législatives de 2017, remportées par la majorité présidentielle, le président de la République reconduit le Premier ministre Édouard Philippe, dont le premier gouvernement avait été formé en mai 2017 après l'élection présidentielle.
Le second gouvernement Philippe, nommé le 21 juin 2017, reprend une grande partie des membres du premier, mais quatre ministres en sont écartés. Il fera l'objet de plusieurs ajustements et remaniements. En 2020, élu maire du Havre, Édouard Philippe présente sa démission au président de la République le 3 juillet, qui nomme Jean Castex pour lui succéder.

## Prise de fonction
À la suite des élections législatives françaises de 2017, le 19 juin 2017, le Premier ministre présente la démission de son gouvernement au président de la République, qui le charge d'en former un nouveau,,,. Le porte-parole du gouvernement, Christophe Castaner, annonce alors un « réajustement à la marge, et plutôt technique ».
Mais quatre ministres du précédent gouvernement sont amenés à se retirer, car visés par des enquêtes préliminaires de la justice : l'ancien secrétaire général de La République en marche Richard Ferrand pour de présumés montages financiers lorsqu'il dirigeait les Mutuelles de Bretagne, et les deux MoDem Marielle de Sarnez et François Bayrou, ainsi que Sylvie Goulard (ex-MoDem, désormais LREM) soupçonnés d'avoir utilisé des emplois fictifs dans le cadre de leurs activités au Parlement européen. Les modifications de l'équipe gouvernementale s'avèrent donc plus importantes que ne le prévoyaient les commentateurs. Le gouvernement reste cependant soutenu par le MoDem.
L'annonce de la composition du gouvernement est traditionnellement faite depuis le perron du palais de l'Élysée. Exceptionnellement, ayant lieu en même temps que la fête de la musique le 21 juin, elle s'est faite depuis les jardins ; le perron étant occupé par un orchestre colombien en l'honneur du président Juan Manuel Santos en visite diplomatique.

## Composition initiale
Le gouvernement nommé le 21 juin est composé de trente membres dont quinze femmes et quinze hommes, parmi lesquels le Premier ministre ; il comprend dix-neuf ministres et dix secrétaires d'État :
- Dix ministres et trois secrétaires d'État sont présentés comme étant de la « société civile ». Parmi eux :
  - un est un ancien candidat de la primaire écologiste de 2011 : Nicolas Hulot[11] ;
  - quatre ont exercé dans des cabinets ministériels ou des conseils régionaux socialistes : Marlène Schiappa, Élisabeth Borne, Muriel Pénicaud[11] et Nicole Belloubet ;
  - un fut membre du Parti socialiste et s'impliqua dans la primaire citoyenne de 2011 puis dans la campagne de François Hollande en 2012 : Mounir Mahjoubi[11] ;
  - un a exercé dans des cabinets ministériels de l'Union pour un mouvement populaire : Jean-Michel Blanquer[12], même si celui-ci conteste être marqué à droite[13] ;
  - une a exercé pendant 26 ans comme haut fonctionnaire au ministère des Affaires étrangères : Nathalie Loiseau
  - cinq n'ont jamais exercé de responsabilités politiques : Laura Flessel, Sophie Cluzel, Agnès Buzyn, Frédérique Vidal et Françoise Nyssen[11] ;

- Deux ministres et sept secrétaires d'État sont issus de La République en marche (LREM), dont six étaient auparavant membres ou proches du PS et deux de LR ;
- Trois ministres sont issus du Parti socialiste (PS) : Gérard Collomb, Jean-Yves Le Drian et Florence Parly ;
- Deux ministres sont issus du Parti radical de gauche (PRG) : Jacques Mézard et Annick Girardin ;
- Une ministre et une secrétaire d'État sont issues du Mouvement démocrate (MoDem) : Jacqueline Gourault et Geneviève Darrieussecq ;
- Deux ministres et un secrétaire d'État sont issus des Républicains (LR), en plus du Premier ministre : Bruno Le Maire, Gérald Darmanin et Sébastien Lecornu.

À noter que sept ministres adhèrent à La République en marche durant leurs fonctions : Bruno Le Maire, Jean-Michel Blanquer, Muriel Pénicaud, Agnès Buzyn, Gérald Darmanin, Sébastien Lecornu et Frédérique Vidal.

### Premier ministre
| Titre            | Titulaire        |
| ---------------- | ---------------- |
| Premier ministre | Édouard Philippe |

### Ministres d'État
| Titre                                                              | Titulaire      |
| ------------------------------------------------------------------ | -------------- |
| Ministre d'État, ministre de l'Intérieur                           | Gérard Collomb |
| Ministre d'État, ministre de la Transition écologique et solidaire | Nicolas Hulot  |

### Ministres
| Titre                                                                    | Titulaire            |
| ------------------------------------------------------------------------ | -------------------- |
| Garde des Sceaux, ministre de la Justice                                 | Nicole Belloubet     |
| Ministre de l'Europe et des Affaires étrangères                          | Jean-Yves Le Drian   |
| Ministre des Armées                                                      | Florence Parly       |
| Ministre de la Cohésion des territoires                                  | Jacques Mézard       |
| Ministre des Solidarités et de la Santé                                  | Agnès Buzyn          |
| Ministre de l'Économie et des Finances                                   | Bruno Le Maire       |
| Ministre de la Culture                                                   | Françoise Nyssen     |
| Ministre du Travail                                                      | Muriel Pénicaud      |
| Ministre de l'Éducation nationale                                        | Jean-Michel Blanquer |
| Ministre de l'Agriculture et de l'Alimentation                           | Stéphane Travert     |
| Ministre de l'Action et des Comptes publics                              | Gérald Darmanin      |
| Ministre de l'Enseignement supérieur, de la Recherche et de l'Innovation | Frédérique Vidal     |
| Ministre des Outre-mer                                                   | Annick Girardin      |
| Ministre des Sports                                                      | Laura Flessel        |

### Ministres auprès d'un ministre
| Titre                                     | Ministre de tutelle                               | Titulaire           |
| ----------------------------------------- | ------------------------------------------------- | ------------------- |
| Ministre sans portefeuille                | Ministre de l'Intérieur                           | Jacqueline Gourault |
| Ministre chargée des Transports           | Ministre de la Transition écologique et solidaire | Élisabeth Borne     |
| Ministre chargée des Affaires européennes | Ministre de l'Europe et des Affaires étrangères   | Nathalie Loiseau    |

### Secrétaires d'État
| Titre                                                                                 | Ministre de tutelle                               | Titulaire              |
| ------------------------------------------------------------------------------------- | ------------------------------------------------- | ---------------------- |
| Secrétaire d'État chargé des Relations avec le Parlement Porte-parole du gouvernement | Premier ministre                                  | Christophe Castaner    |
| Secrétaire d'État chargée de l'Égalité entre les femmes et les hommes                 | Premier ministre                                  | Marlène Schiappa       |
| Secrétaire d'État chargée des Personnes handicapées                                   | Premier ministre                                  | Sophie Cluzel          |
| Secrétaire d'État chargé du Numérique                                                 | Premier ministre                                  | Mounir Mahjoubi        |
| Secrétaires d'État sans portefeuille                                                  | Ministre de la Transition écologique et solidaire | Sébastien Lecornu      |
| Secrétaires d'État sans portefeuille                                                  | Ministre de la Transition écologique et solidaire | Brune Poirson          |
| Secrétaires d'État sans portefeuille                                                  | Ministre de l'Europe et des Affaires étrangères   | Jean-Baptiste Lemoyne  |
| Secrétaires d'État sans portefeuille                                                  | Ministre des Armées                               | Geneviève Darrieussecq |
| Secrétaires d'État sans portefeuille                                                  | Ministre de la Cohésion des territoires           | Julien Denormandie     |
| Secrétaires d'État sans portefeuille                                                  | Ministre de l'Économie et des Finances            | Benjamin Griveaux      |

## Évolution de la composition du gouvernement
Le 19 juin 2017, Richard Ferrand, ministre de la Cohésion du territoire, avait démissionné du gouvernement précédent pour briguer la présidence du groupe La République en marche à l'Assemblée nationale.
Le lendemain, Sylvie Goulard, ministre des Armées, avait annoncé quitter le gouvernement, pour se tenir à la disposition de la justice dans le cadre de l'enquête préliminaire sur les assistants parlementaires du MoDem au Parlement européen.
Le 21 juin 2017, François Bayrou, ministre de la Justice et président du MoDem, et Marielle de Sarnez, ministre délégué aux Affaires européennes et vice-présidente de ce même parti, mis en cause, eux aussi, dans l'affaire des assistants parlementaires, annoncent qu'ils ne feront pas partie du nouveau gouvernement. Après avoir été élue députée, Marielle de Sarnez est désignée présidente de la commission des Affaires étrangères de l'Assemblée nationale.
Le remaniement profond d'octobre 2018 est marqué par un équilibre plus important entre les nominations voulues par le Président et celles voulues par le Premier ministre.

### Comparaison avec le premier gouvernement Philippe
Changement de ministre, à portefeuille identique :
- Florence Parly est nommée ministre des Armées, en remplacement de Sylvie Goulard. Elle devient ainsi la troisième femme à occuper ce poste[N 1].
- Nicole Belloubet, membre du Conseil constitutionnel et proche du PS, est nommée garde des Sceaux, ministre de la Justice en remplacement de François Bayrou.
- Richard Ferrand est remplacé à la Cohésion des territoires par Jacques Mézard, lui-même remplacé à l'Agriculture par Stéphane Travert, proche d'Emmanuel Macron.
- La délégation de ministère aux Affaires européennes est confiée à Nathalie Loiseau en remplacement de Marielle de Sarnez.

Portefeuilles enrichis ou reformulés :
- Le ministère de l'Économie redevient ministère de l'Économie et des Finances.

Changement de statut :
- Le ministre de la Justice perd le statut de ministre d'État.

En termes d'effectifs, avec un poste de ministre auprès d'un ministre et six secrétariats d'État créés, il y a sept postes de plus par rapport au premier gouvernement Philippe.

### Remaniement du 24 novembre 2017
Le gouvernement est remanié le 24 novembre 2017, après l'élection à la présidence du parti La République en marche de Christophe Castaner. Celui-ci perd sa fonction de porte-parole du gouvernement, mais conserve son secrétariat d'État chargé des Relations avec le Parlement.
Quant à Benjamin Griveaux, il reprend cette charge de porte-parole du gouvernement mais ne sera plus secrétaire d'État auprès du ministre de l'Économie et des Finances, Bruno Le Maire. Pour le remplacer est nommée Delphine Gény-Stephann.
Olivier Dussopt, issu du Parti socialiste fait son entrée au gouvernement en tant que secrétaire d'État auprès du ministre de l'Action et des Comptes publics, Gérald Darmanin. Il doit notamment intervenir sur les sujets relatifs à la fonction publique.

### Remaniement du 4 septembre 2018

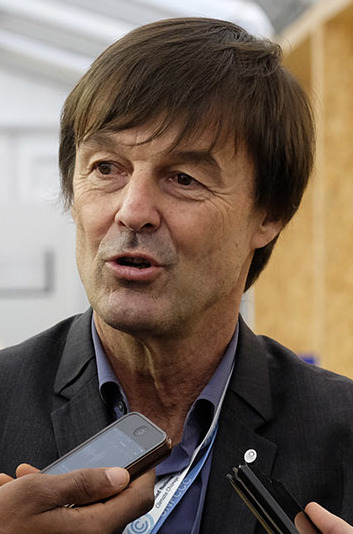
Nicolas Hulot.

Le 28 août 2018, Nicolas Hulot annonce sa démission du gouvernement. Sa lettre de démission parvient à l’Élysée le 29 août et le 31 août, il ne participe pas au conseil des ministres. Le porte-parole du gouvernement Benjamin Griveaux annonce que le remaniement ministériel interviendra d'ici le 4 septembre, pour un conseil des ministres « au complet » le lendemain,.
Nicolas Hulot est remplacé par le président de l'Assemblée nationale, François de Rugy,.
En outre, Roxana Maracineanu est nommée ministre des Sports en remplacement de Laura Flessel, démissionnaire,.

### Ajustement du 3 octobre 2018

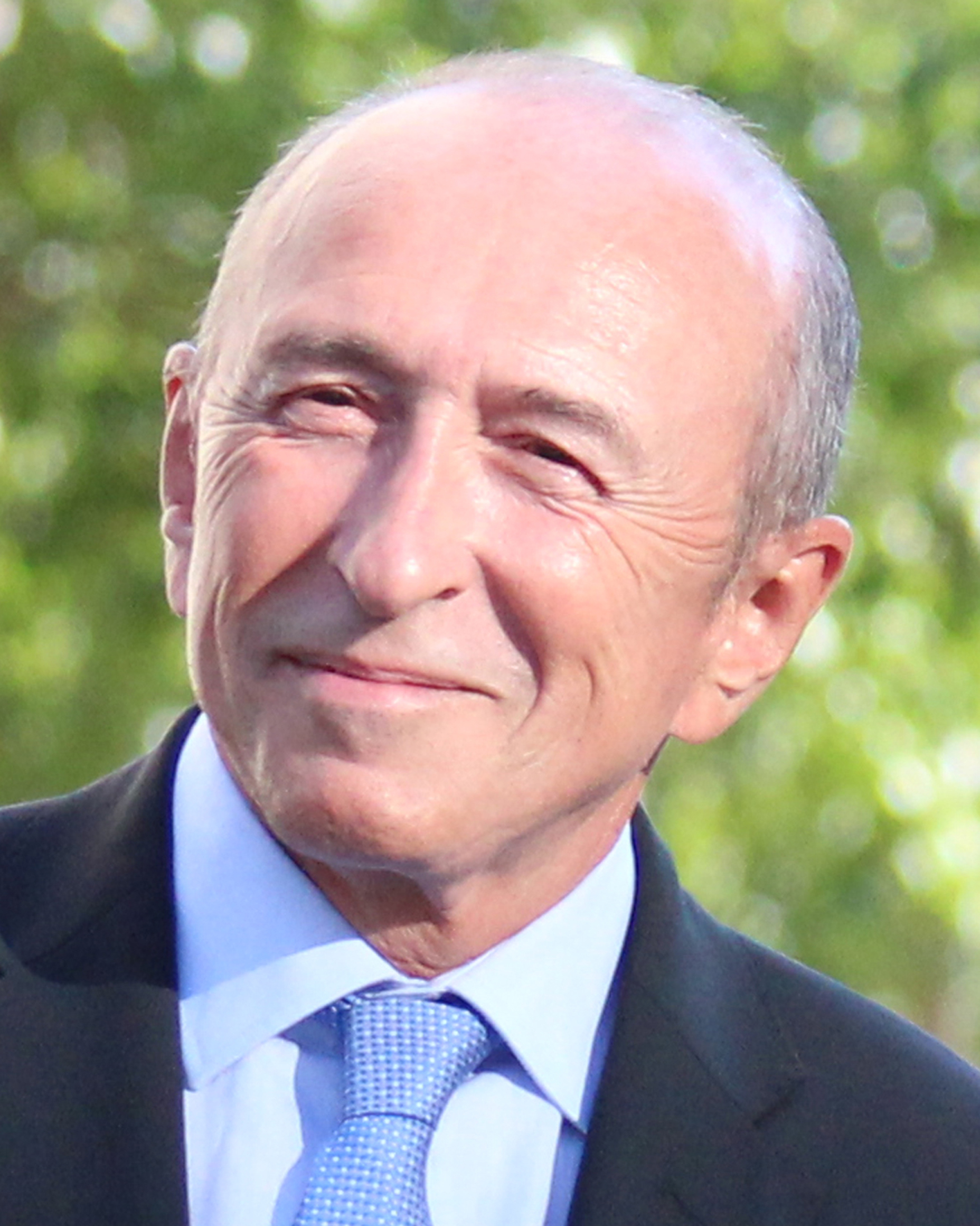
Gérard Collomb.

Le 1er octobre 2018, le ministre de l'Intérieur, Gérard Collomb, présente sa démission à Emmanuel Macron, qui la refuse,. Gérard Collomb réaffirme pourtant son intention de démissionner de ses fonctions le même jour, puis de nouveau le lendemain, ce qui contraint le président de la République à entériner son départ,. Ce dernier charge alors le Premier ministre Édouard Philippe d'assurer l'intérim avant un prochain remaniement.

### Remaniement du 16 octobre 2018
Un remaniement ministériel a lieu le 16 octobre 2018. Repoussé à plusieurs reprises à la suite de la démission de Gérard Collomb, il est marqué par le refus d’un nombre important de personnalités d’intégrer le gouvernement,,.
Christophe Castaner est nommé ministre de l'Intérieur, ce qui met un terme à l’intérim d’Édouard Philippe, le plus long de la Ve République place Beauvau. Il est remplacé aux relations avec le Parlement par Marc Fesneau, le président du groupe Modem à l'Assemblée nationale.
Deux autres parlementaires sont nommés ministres, le député Agir Franck Riester comme ministre de la Culture en remplacement de Françoise Nyssen et le sénateur socialiste Didier Guillaume comme ministre de l'Agriculture et de l'Alimentation en remplacement de Stéphane Travert.
Jacqueline Gourault devient ministre de la Cohésion des territoires en remplacement de Jacques Mézard avec un portefeuille élargi aux Relations avec les collectivités territoriales. Les secrétaires d'État Sébastien Lecornu et Julien Denormandie deviennent ministres auprès de Jacqueline Gourault, respectivement chargé des Collectivités territoriales et chargé de la Ville et du Logement.
Plusieurs secrétaires d'État font leur entrée au gouvernement ; Gabriel Attal à l'Éducation nationale, Laurent Nuñez à l'Intérieur, Christelle Dubos aux Solidarités et à la Santé, Agnès Pannier-Runacher à l'Économie et Emmanuelle Wargon à l'Écologie, alors que Delphine Gény-Stephann n'est pas reconduite.
Le secrétariat d'État au Numérique, occupé par Mounir Mahjoubi, est rattaché au Ministère de l'Économie et des Finances et à celui de l'Action et des Comptes publics alors qu'il dépendait du Premier ministre auparavant.
Enfin, plusieurs membres du gouvernement voient leurs attributions élargies : Jean-Michel Blanquer à la Jeunesse ou Marlène Schiappa à la Lutte contre les discriminations.

### Ajustement du 25 janvier 2019
Le 25 janvier 2019, Adrien Taquet est nommé secrétaire d'État auprès de la ministre des Solidarités et de la Santé. Il est notamment chargé d'intervenir sur les sujets relatifs à la protection de l'enfance.

### Remaniement des 27 et 31 mars 2019
Nathalie Loiseau démissionne le 27 mars du gouvernement, à l’issue du Conseil des ministres, pour conduire la liste de la majorité présidentielle aux élections européennes. Jean-Yves Le Drian, son ancien ministre de tutelle, reprend directement ses attributions, dans l’attente de la nomination d’un successeur.
L’Élysée entérine aussi, le soir même, les départs de Benjamin Griveaux et Mounir Mahjoubi, en raison de leur volonté de se préparer aux élections municipales de 2020 à Paris.
Leurs successeurs sont nommés le 31 mars et sont respectivement la députée Amélie de Montchalin et deux conseillers proches du chef de l'État, Sibeth Ndiaye et Cédric O.

### Ajustement du 16 juillet 2019
Le 16 juillet 2019, après diverses révélations de Mediapart au sujet du ministre de la Transition écologique et solidaire François de Rugy, dont notamment une sur l'utilisation de ses indemnités de mandat lorsqu'il était député, ce dernier démissionne. Il sera resté dix mois en fonction. Il est remplacé quelques heures après par Élisabeth Borne, jusque là ministre chargée des Transports. Contrairement à son prédécesseur, elle n'est pas nommée ministre d'État.

### Ajustement du 3 septembre 2019
Le Haut-commissaire à la réforme des retraites, Jean-Paul Delevoye entre au gouvernement avec une appellation proche de sa fonction administrative précédente (haut-commissaire aux retraites au lieu de haut-commissaire à la réforme des retraites) et est rattaché auprès de Agnès Buzyn, ministre des Solidarités et de la Santé.
Jean-Baptiste Djebbari est nommé secrétaire d'État chargé des Transports et rattaché auprès d'Élisabeth Borne, ministre de la Transition écologique.

### Ajustement du 17 décembre 2019
Mis en cause dans une affaire de cumul de revenus et de conflit d'intérêts, Jean-Paul Delevoye démissionne le 16 décembre 2019. Le député Laurent Pietraszewski intègre le Gouvernement le lendemain, comme secrétaire d’État chargé des retraites,.

### Ajustement du 16 février 2020
À la suite du renoncement de Benjamin Griveaux à sa candidature aux municipales à Paris, la ministre des Solidarités et de la Santé, Agnès Buzyn est désignée pour le remplacer comme tête de liste. En conséquence, elle démissionne de son poste de ministre. Elle est remplacée par le député de l'Isère Olivier Véran,,.

### Ajustement du 19 mai 2020
En raison de la pandémie de Covid-19, Laurent Pietraszewski, déjà secrétaire d'État chargé des Retraites, est également nommé secrétaire d'État auprès de la ministre du Travail, chargé de la protection de la santé des salariés contre l'épidémie de Covid-19 le 19 mai 2020.

## Organisation fonctionnelle

### Organisation fonctionnelle du 21 juin au 24 novembre 2017
Premier ministre
- Édouard Philippe, Premier ministre
- Christophe Castaner, secrétaire d'État auprès du Premier ministre, chargé des Relations avec le Parlement, porte-parole du Gouvernement
- Marlène Schiappa, secrétaire d'État auprès du Premier ministre, chargée de l'Égalité entre les femmes et les hommes
- Sophie Cluzel, secrétaire d'État auprès du Premier ministre, chargée des Personnes handicapées
- Mounir Mahjoubi, secrétaire d'État auprès du Premier ministre, chargé du Numérique

Ministère de l'Intérieur
- Gérard Collomb, ministre d'État, ministre de l'Intérieur
- Jacqueline Gourault, ministre auprès du ministre d'État, ministre de l'Intérieur

Ministère de la Transition écologique et solidaire
- Nicolas Hulot, ministre d'État, ministre de la Transition écologique et solidaire
- Élisabeth Borne, ministre auprès du ministre d'État, ministre de la Transition écologique et solidaire, chargée des Transports
- Sébastien Lecornu, secrétaire d'État auprès du ministre d'État, ministre de la Transition écologique et solidaire
- Brune Poirson, secrétaire d'État auprès du ministre d'État, ministre de la Transition écologique et solidaire

Ministère de la Justice
- Nicole Belloubet, garde des Sceaux, ministre de la Justice

Ministère de l'Europe et des Affaires étrangères
- Jean-Yves Le Drian, ministre de l'Europe et des Affaires étrangères
- Nathalie Loiseau, ministre auprès du ministre de l'Europe et des Affaires étrangères, chargée des Affaires européennes
- Jean-Baptiste Lemoyne, secrétaire d'État auprès du ministre de l'Europe et des Affaires étrangères

Ministère des Armées
- Florence Parly, ministre des Armées
- Geneviève Darrieussecq, secrétaire d'État auprès de la ministre des Armées

Ministère de la Cohésion des territoires
- Jacques Mézard, ministre de la Cohésion des territoires
- Julien Denormandie, secrétaire d'État auprès du ministre de la Cohésion des territoires

Ministère des Solidarités et de la Santé
- Agnès Buzyn, ministre des Solidarités et de la Santé

Ministère de l'Économie et des Finances
- Bruno Le Maire, ministre de l'Économie et des Finances
- Benjamin Griveaux, secrétaire d'État auprès du ministre de l'Économie et des Finances

Ministère de la Culture
- Françoise Nyssen, ministre de la Culture

Ministère du Travail
- Muriel Pénicaud, ministre du Travail

Ministère de l'Éducation nationale
- Jean-Michel Blanquer, ministre de l'Éducation nationale

Ministère de l'Agriculture et de l'Alimentation
- Stéphane Travert, ministre de l'Agriculture et de l'Alimentation

Ministère de l'Action et des Comptes publics
- Gérald Darmanin, ministre de l'Action et des Comptes publics

Ministère de l'Enseignement supérieur, de la Recherche et de l'Innovation
- Frédérique Vidal, ministre de l'Enseignement supérieur, de la Recherche et de l'Innovation

Ministère des Outre-mer
- Annick Girardin, ministre des Outre-mer

Ministère des Sports
- Laura Flessel, ministre des Sports

### Organisation fonctionnelle du 24 novembre 2017 au 4 septembre 2018
Premier ministre
- Édouard Philippe, Premier ministre
- Christophe Castaner, secrétaire d'État auprès du Premier ministre, chargé des Relations avec le Parlement
- Benjamin Griveaux, secrétaire d'État auprès du Premier ministre, porte-parole du Gouvernement
- Marlène Schiappa, secrétaire d'État auprès du Premier ministre, chargée de l'Égalité entre les femmes et les hommes
- Sophie Cluzel, secrétaire d'État auprès du Premier ministre, chargée des Personnes handicapées
- Mounir Mahjoubi, secrétaire d'État auprès du Premier ministre, chargé du Numérique

Ministère de l'Intérieur
- Gérard Collomb, ministre d'État, ministre de l'Intérieur
- Jacqueline Gourault, ministre auprès du ministre d'État, ministre de l'Intérieur

Ministère de la Transition écologique et solidaire
- Nicolas Hulot, ministre d'État, ministre de la Transition écologique et solidaire
- Élisabeth Borne, ministre auprès du ministre d'État, ministre de la Transition écologique et solidaire, chargée des Transports
- Sébastien Lecornu, secrétaire d'État auprès du ministre d'État, ministre de la Transition écologique et solidaire
- Brune Poirson, secrétaire d'État auprès du ministre d'État, ministre de la Transition écologique et solidaire

Ministère de la Justice
- Nicole Belloubet, garde des Sceaux, ministre de la Justice

Ministère de l'Europe et des Affaires étrangères
- Jean-Yves Le Drian, ministre de l'Europe et des Affaires étrangères
- Nathalie Loiseau, ministre auprès du ministre de l'Europe et des Affaires étrangères, chargée des Affaires européennes
- Jean-Baptiste Lemoyne, secrétaire d'État auprès du ministre de l'Europe et des Affaires étrangères

Ministère des Armées
- Florence Parly, ministre des Armées
- Geneviève Darrieussecq, secrétaire d'État auprès de la ministre des Armées

Ministère de la Cohésion des territoires
- Jacques Mézard, ministre de la Cohésion des territoires
- Julien Denormandie, secrétaire d'État auprès du ministre de la Cohésion des territoires

Ministère des Solidarités et de la Santé
- Agnès Buzyn, ministre des Solidarités et de la Santé

Ministère de l'Économie et des Finances
- Bruno Le Maire, ministre de l'Économie et des Finances
- Delphine Gény-Stephann, secrétaire d'État auprès du ministre de l'Économie et des Finances

Ministère de la Culture
- Françoise Nyssen, ministre de la Culture

Ministère du Travail
- Muriel Pénicaud, ministre du Travail

Ministère de l'Éducation nationale
- Jean-Michel Blanquer, ministre de l'Éducation nationale

Ministère de l'Agriculture et de l'Alimentation
- Stéphane Travert, ministre de l'Agriculture et de l'Alimentation

Ministère de l'Action et des Comptes publics
- Gérald Darmanin, ministre de l'Action et des Comptes publics
- Olivier Dussopt, secrétaire d'État auprès du ministre de l'Action et des Comptes publics

Ministère de l'Enseignement supérieur, de la Recherche et de l'Innovation
- Frédérique Vidal, ministre de l'Enseignement supérieur, de la Recherche et de l'Innovation

Ministère des Outre-mer
- Annick Girardin, ministre des Outre-mer

Ministère des Sports
- Laura Flessel, ministre des Sports

### Organisation fonctionnelle du 4 septembre au 3 octobre 2018
Premier ministre
- Édouard Philippe, Premier ministre
- Christophe Castaner, secrétaire d'État auprès du Premier ministre, chargé des Relations avec le Parlement
- Benjamin Griveaux, secrétaire d'État auprès du Premier ministre, porte-parole du Gouvernement
- Marlène Schiappa, secrétaire d'État auprès du Premier ministre, chargée de l'Égalité entre les femmes et les hommes
- Sophie Cluzel, secrétaire d'État auprès du Premier ministre, chargée des Personnes handicapées
- Mounir Mahjoubi, secrétaire d'État auprès du Premier ministre, chargé du Numérique

Ministère de l'Intérieur
- Gérard Collomb, ministre d'État, ministre de l'Intérieur
- Jacqueline Gourault, ministre auprès du ministre d'État, ministre de l'Intérieur

Ministère de la Transition écologique et solidaire
- François de Rugy, ministre d'État, ministre de la Transition écologique et solidaire
- Élisabeth Borne, ministre auprès du ministre d'État, ministre de la Transition écologique et solidaire, chargée des Transports
- Sébastien Lecornu, secrétaire d'État auprès du ministre d'État, ministre de la Transition écologique et solidaire
- Brune Poirson, secrétaire d'État auprès du ministre d'État, ministre de la Transition écologique et solidaire

Ministère de la Justice
- Nicole Belloubet, garde des Sceaux, ministre de la Justice

Ministère de l'Europe et des Affaires étrangères
- Jean-Yves Le Drian, ministre de l'Europe et des Affaires étrangères
- Nathalie Loiseau, ministre auprès du ministre de l'Europe et des Affaires étrangères, chargée des Affaires européennes
- Jean-Baptiste Lemoyne, secrétaire d'État auprès du ministre de l'Europe et des Affaires étrangères

Ministère des Armées
- Florence Parly, ministre des Armées
- Geneviève Darrieussecq, secrétaire d'État auprès de la ministre des Armées

Ministère de la Cohésion des territoires
- Jacques Mézard, ministre de la Cohésion des territoires
- Julien Denormandie, secrétaire d'État auprès du ministre de la Cohésion des territoires

Ministère des Solidarités et de la Santé
- Agnès Buzyn, ministre des Solidarités et de la Santé

Ministère de l'Économie et des Finances
- Bruno Le Maire, ministre de l'Économie et des Finances
- Delphine Gény-Stephann, secrétaire d'État auprès du ministre de l'Économie et des Finances

Ministère de la Culture
- Françoise Nyssen, ministre de la Culture

Ministère du Travail
- Muriel Pénicaud, ministre du Travail

Ministère de l'Éducation nationale
- Jean-Michel Blanquer, ministre de l'Éducation nationale

Ministère de l'Agriculture et de l'Alimentation
- Stéphane Travert, ministre de l'Agriculture et de l'Alimentation

Ministère de l'Action et des Comptes publics
- Gérald Darmanin, ministre de l'Action et des Comptes publics
- Olivier Dussopt, secrétaire d'État auprès du ministre de l'Action et des Comptes publics

Ministère de l'Enseignement supérieur, de la Recherche et de l'Innovation
- Frédérique Vidal, ministre de l'Enseignement supérieur, de la Recherche et de l'Innovation

Ministère des Outre-mer
- Annick Girardin, ministre des Outre-mer

Ministère des Sports
- Roxana Maracineanu, ministre des Sports

### Organisation fonctionnelle du 3 au 16 octobre 2018
Premier ministre
- Édouard Philippe, Premier ministre, ministre de l'Intérieur
- Christophe Castaner, secrétaire d'État auprès du Premier ministre, chargé des Relations avec le Parlement
- Benjamin Griveaux, secrétaire d'État auprès du Premier ministre, porte-parole du Gouvernement
- Marlène Schiappa, secrétaire d'État auprès du Premier ministre, chargée de l'Égalité entre les femmes et les hommes
- Sophie Cluzel, secrétaire d'État auprès du Premier ministre, chargée des Personnes handicapées
- Mounir Mahjoubi, secrétaire d'État auprès du Premier ministre, chargé du Numérique

Ministère de l'Intérieur
- Édouard Philippe, Premier ministre, ministre de l'Intérieur
- Jacqueline Gourault, ministre auprès du ministre de l'Intérieur

Ministère de la Transition écologique et solidaire
- François de Rugy, ministre d'État, ministre de la Transition écologique et solidaire
- Élisabeth Borne, ministre auprès du ministre d'État, ministre de la Transition écologique et solidaire, chargée des Transports
- Sébastien Lecornu, secrétaire d'État auprès du ministre d'État, ministre de la Transition écologique et solidaire
- Brune Poirson, secrétaire d'État auprès du ministre d'État, ministre de la Transition écologique et solidaire

Ministère de la Justice
- Nicole Belloubet, garde des Sceaux, ministre de la Justice

Ministère de l'Europe et des Affaires étrangères
- Jean-Yves Le Drian, ministre de l'Europe et des Affaires étrangères
- Nathalie Loiseau, ministre auprès du ministre de l'Europe et des Affaires étrangères, chargée des Affaires européennes
- Jean-Baptiste Lemoyne, secrétaire d'État auprès du ministre de l'Europe et des Affaires étrangères

Ministère des Armées
- Florence Parly, ministre des Armées
- Geneviève Darrieussecq, secrétaire d'État auprès de la ministre des Armées

Ministère de la Cohésion des territoires
- Jacques Mézard, ministre de la Cohésion des territoires
- Julien Denormandie, secrétaire d'État auprès du ministre de la Cohésion des territoires

Ministère des Solidarités et de la Santé
- Agnès Buzyn, ministre des Solidarités et de la Santé

Ministère de l'Économie et des Finances
- Bruno Le Maire, ministre de l'Économie et des Finances
- Delphine Gény-Stephann, secrétaire d'État auprès du ministre de l'Économie et des Finances

Ministère de la Culture
- Françoise Nyssen, ministre de la Culture

Ministère du Travail
- Muriel Pénicaud, ministre du Travail

Ministère de l'Éducation nationale
- Jean-Michel Blanquer, ministre de l'Éducation nationale

Ministère de l'Agriculture et de l'Alimentation
- Stéphane Travert, ministre de l'Agriculture et de l'Alimentation

Ministère de l'Action et des Comptes publics
- Gérald Darmanin, ministre de l'Action et des Comptes publics
- Olivier Dussopt, secrétaire d'État auprès du ministre de l'Action et des Comptes publics

Ministère de l'Enseignement supérieur, de la Recherche et de l'Innovation
- Frédérique Vidal, ministre de l'Enseignement supérieur, de la Recherche et de l'Innovation

Ministère des Outre-mer
- Annick Girardin, ministre des Outre-mer

Ministère des Sports
- Roxana Maracineanu, ministre des Sports

### Organisation fonctionnelle du 16 octobre 2018 au 25 janvier 2019
Premier ministre
- Édouard Philippe, Premier ministre
- Marc Fesneau, ministre auprès du Premier ministre, chargé des Relations avec le Parlement
- Benjamin Griveaux, secrétaire d'État auprès du Premier ministre, porte-parole du Gouvernement
- Marlène Schiappa, secrétaire d'État auprès du Premier ministre, chargée de l'Égalité entre les femmes et les hommes et de la Lutte contre les discriminations
- Sophie Cluzel, secrétaire d'État auprès du Premier ministre, chargée des Personnes handicapées

Ministère de la Transition écologique et solidaire
- François de Rugy, ministre d'État, ministre de la Transition écologique et solidaire
- Élisabeth Borne, ministre auprès du ministre d'État, ministre de la Transition écologique et solidaire, chargée des Transports
- Brune Poirson, secrétaire d'État auprès du ministre d'État, ministre de la Transition écologique et solidaire
- Emmanuelle Wargon, secrétaire d'État auprès du ministre d'État, ministre de la Transition écologique et solidaire

Ministère de la Justice
- Nicole Belloubet, garde des Sceaux, ministre de la Justice

Ministère de l'Europe et des Affaires étrangères
- Jean-Yves Le Drian, ministre de l'Europe et des Affaires étrangères
- Nathalie Loiseau, ministre auprès du ministre de l'Europe et des Affaires étrangères, chargée des Affaires européennes
- Jean-Baptiste Lemoyne, secrétaire d'État auprès du ministre de l'Europe et des Affaires étrangères

Ministère des Armées
- Florence Parly, ministre des Armées
- Geneviève Darrieussecq, secrétaire d'État auprès de la ministre des Armées

Ministère des Solidarités et de la Santé
- Agnès Buzyn, ministre des Solidarités et de la Santé
- Christelle Dubos, secrétaire d'État auprès de la ministre des Solidarités et de la Santé

Ministère de l'Économie et des Finances
- Bruno Le Maire, ministre de l'Économie et des Finances
- Mounir Mahjoubi, secrétaire d'État auprès du ministre de l'Économie et des Finances et du ministre de l'Action et des Comptes publics, chargé du Numérique
- Agnès Pannier-Runacher, secrétaire d'État auprès du ministre de l'Économie et des Finances

Ministère du Travail
- Muriel Pénicaud, ministre du Travail

Ministère de l'Éducation nationale et de la Jeunesse
- Jean-Michel Blanquer, ministre de l'Éducation nationale et de la Jeunesse
- Gabriel Attal, secrétaire d'État auprès du ministre de l'Éducation nationale et de la Jeunesse

Ministère de l'Action et des Comptes publics
- Gérald Darmanin, ministre de l'Action et des Comptes publics
- Mounir Mahjoubi, secrétaire d'État auprès du ministre de l'Économie et des Finances et du ministre de l'Action et des Comptes publics, chargé du Numérique
- Olivier Dussopt, secrétaire d'État auprès du ministre de l'Action et des Comptes publics

Ministère de l'Intérieur
- Christophe Castaner, ministre de l'Intérieur
- Laurent Nuñez, secrétaire d'État auprès du ministre de l'Intérieur

Ministère de l'Enseignement supérieur, de la Recherche et de l'Innovation
- Frédérique Vidal, ministre de l'Enseignement supérieur, de la Recherche et de l'Innovation

Ministère de la Cohésion des territoires et des Relations avec les collectivités territoriales
- Jacqueline Gourault, ministre de la Cohésion des territoires et des Relations avec les collectivités territoriales
- Sébastien Lecornu, ministre auprès de la ministre de la Cohésion des territoires et des Relations avec les collectivités territoriales, chargé des Collectivités territoriales
- Julien Denormandie, ministre auprès de la ministre de la Cohésion des territoires et des Relations avec les collectivités territoriales, chargé de la Ville et du Logement

Ministère des Outre-mer
- Annick Girardin, ministre des Outre-mer

Ministère de la Culture
- Franck Riester, ministre de la Culture

Ministère de l'Agriculture et de l'Alimentation
- Didier Guillaume, ministre de l'Agriculture et de l'Alimentation

Ministère des Sports
- Roxana Maracineanu, ministre des Sports

### Organisation fonctionnelle du 25 janvier au 27 mars 2019
Premier ministre
- Édouard Philippe, Premier ministre
- Marc Fesneau, ministre auprès du Premier ministre, chargé des Relations avec le Parlement
- Benjamin Griveaux, secrétaire d'État auprès du Premier ministre, porte-parole du Gouvernement
- Marlène Schiappa, secrétaire d'État auprès du Premier ministre, chargée de l'Égalité entre les femmes et les hommes et de la Lutte contre les discriminations
- Sophie Cluzel, secrétaire d'État auprès du Premier ministre, chargée des Personnes handicapées

Ministère de la Transition écologique et solidaire
- François de Rugy, ministre d'État, ministre de la Transition écologique et solidaire
- Élisabeth Borne, ministre auprès du ministre d'État, ministre de la Transition écologique et solidaire, chargée des Transports
- Brune Poirson, secrétaire d'État auprès du ministre d'État, ministre de la Transition écologique et solidaire
- Emmanuelle Wargon, secrétaire d'État auprès du ministre d'État, ministre de la Transition écologique et solidaire

Ministère de la Justice
- Nicole Belloubet, garde des Sceaux, ministre de la Justice

Ministère de l'Europe et des Affaires étrangères
- Jean-Yves Le Drian, ministre de l'Europe et des Affaires étrangères
- Nathalie Loiseau, ministre auprès du ministre de l'Europe et des Affaires étrangères, chargée des Affaires européennes
- Jean-Baptiste Lemoyne, secrétaire d'État auprès du ministre de l'Europe et des Affaires étrangères

Ministère des Armées
- Florence Parly, ministre des Armées
- Geneviève Darrieussecq, secrétaire d'État auprès de la ministre des Armées

Ministère des Solidarités et de la Santé
- Agnès Buzyn, ministre des Solidarités et de la Santé
- Christelle Dubos, secrétaire d'État auprès de la ministre des Solidarités et de la Santé
- Adrien Taquet, secrétaire d'État auprès de la ministre des Solidarités et de la Santé

Ministère de l'Économie et des Finances
- Bruno Le Maire, ministre de l'Économie et des Finances
- Mounir Mahjoubi, secrétaire d'État auprès du ministre de l'Économie et des Finances et du ministre de l'Action et des Comptes publics, chargé du Numérique
- Agnès Pannier-Runacher, secrétaire d'État auprès du ministre de l'Économie et des Finances

Ministère du Travail
- Muriel Pénicaud, ministre du Travail

Ministère de l'Éducation nationale et de la Jeunesse
- Jean-Michel Blanquer, ministre de l'Éducation nationale et de la Jeunesse
- Gabriel Attal, secrétaire d'État auprès du ministre de l'Éducation nationale et de la Jeunesse

Ministère de l'Action et des Comptes publics
- Gérald Darmanin, ministre de l'Action et des Comptes publics
- Mounir Mahjoubi, secrétaire d'État auprès du ministre de l'Économie et des Finances et du ministre de l'Action et des Comptes publics, chargé du Numérique
- Olivier Dussopt, secrétaire d'État auprès du ministre de l'Action et des Comptes publics

Ministère de l'Intérieur
- Christophe Castaner, ministre de l'Intérieur
- Laurent Nuñez, secrétaire d'État auprès du ministre de l'Intérieur

Ministère de l'Enseignement supérieur, de la Recherche et de l'Innovation
- Frédérique Vidal, ministre de l'Enseignement supérieur, de la Recherche et de l'Innovation

Ministère de la Cohésion des territoires et des Relations avec les collectivités territoriales
- Jacqueline Gourault, ministre de la Cohésion des territoires et des Relations avec les collectivités territoriales
- Sébastien Lecornu, ministre auprès de la ministre de la Cohésion des territoires et des Relations avec les collectivités territoriales, chargé des Collectivités territoriales
- Julien Denormandie, ministre auprès de la ministre de la Cohésion des territoires et des Relations avec les collectivités territoriales, chargé de la Ville et du Logement

Ministère des Outre-mer
- Annick Girardin, ministre des Outre-mer

Ministère de la Culture
- Franck Riester, ministre de la Culture

Ministère de l'Agriculture et de l'Alimentation
- Didier Guillaume, ministre de l'Agriculture et de l'Alimentation

Ministère des Sports
- Roxana Maracineanu, ministre des Sports

### Organisation fonctionnelle du 27 au 31 mars 2019
Premier ministre
- Édouard Philippe, Premier ministre
- Marc Fesneau, ministre auprès du Premier ministre, chargé des Relations avec le Parlement
- Marlène Schiappa, secrétaire d'État auprès du Premier ministre, chargée de l'Égalité entre les femmes et les hommes et de la Lutte contre les discriminations
- Sophie Cluzel, secrétaire d'État auprès du Premier ministre, chargée des Personnes handicapées

Ministère de la Transition écologique et solidaire
- François de Rugy, ministre d'État, ministre de la Transition écologique et solidaire
- Élisabeth Borne, ministre auprès du ministre d'État, ministre de la Transition écologique et solidaire, chargée des Transports
- Brune Poirson, secrétaire d'État auprès du ministre d'État, ministre de la Transition écologique et solidaire
- Emmanuelle Wargon, secrétaire d'État auprès du ministre d'État, ministre de la Transition écologique et solidaire

Ministère de la Justice
- Nicole Belloubet, garde des Sceaux, ministre de la Justice

Ministère de l'Europe et des Affaires étrangères
- Jean-Yves Le Drian, ministre de l'Europe et des Affaires étrangères
- Jean-Baptiste Lemoyne, secrétaire d'État auprès du ministre de l'Europe et des Affaires étrangères

Ministère des Armées
- Florence Parly, ministre des Armées
- Geneviève Darrieussecq, secrétaire d'État auprès de la ministre des Armées

Ministère des Solidarités et de la Santé
- Agnès Buzyn, ministre des Solidarités et de la Santé
- Christelle Dubos, secrétaire d'État auprès de la ministre des Solidarités et de la Santé
- Adrien Taquet, secrétaire d'État auprès de la ministre des Solidarités et de la Santé

Ministère de l'Économie et des Finances
- Bruno Le Maire, ministre de l'Économie et des Finances
- Agnès Pannier-Runacher, secrétaire d'État auprès du ministre de l'Économie et des Finances

Ministère du Travail
- Muriel Pénicaud, ministre du Travail

Ministère de l'Éducation nationale et de la Jeunesse
- Jean-Michel Blanquer, ministre de l'Éducation nationale et de la Jeunesse
- Gabriel Attal, secrétaire d'État auprès du ministre de l'Éducation nationale et de la Jeunesse

Ministère de l'Action et des Comptes publics
- Gérald Darmanin, ministre de l'Action et des Comptes publics
- Olivier Dussopt, secrétaire d'État auprès du ministre de l'Action et des Comptes publics

Ministère de l'Intérieur
- Christophe Castaner, ministre de l'Intérieur
- Laurent Nuñez, secrétaire d'État auprès du ministre de l'Intérieur

Ministère de l'Enseignement supérieur, de la Recherche et de l'Innovation
- Frédérique Vidal, ministre de l'Enseignement supérieur, de la Recherche et de l'Innovation

Ministère de la Cohésion des territoires et des Relations avec les collectivités territoriales
- Jacqueline Gourault, ministre de la Cohésion des territoires et des Relations avec les collectivités territoriales
- Sébastien Lecornu, ministre auprès de la ministre de la Cohésion des territoires et des Relations avec les collectivités territoriales, chargé des Collectivités territoriales
- Julien Denormandie, ministre auprès de la ministre de la Cohésion des territoires et des Relations avec les collectivités territoriales, chargé de la Ville et du Logement

Ministère des Outre-mer
- Annick Girardin, ministre des Outre-mer

Ministère de la Culture
- Franck Riester, ministre de la Culture

Ministère de l'Agriculture et de l'Alimentation
- Didier Guillaume, ministre de l'Agriculture et de l'Alimentation

Ministère des Sports
- Roxana Maracineanu, ministre des Sports

### Organisation fonctionnelle du 31 mars au 16 juillet 2019
Premier ministre
- Édouard Philippe, Premier ministre
- Marc Fesneau, ministre auprès du Premier ministre, chargé des Relations avec le Parlement
- Sibeth Ndiaye, secrétaire d'État auprès du Premier ministre, porte-parole du Gouvernement
- Marlène Schiappa, secrétaire d'État auprès du Premier ministre, chargée de l'Égalité entre les femmes et les hommes et de la Lutte contre les discriminations
- Sophie Cluzel, secrétaire d'État auprès du Premier ministre, chargée des Personnes handicapées

Ministère de la Transition écologique et solidaire
- François de Rugy, ministre d'État, ministre de la Transition écologique et solidaire
- Élisabeth Borne, ministre auprès du ministre d'État, ministre de la Transition écologique et solidaire, chargée des Transports
- Brune Poirson, secrétaire d'État auprès du ministre d'État, ministre de la Transition écologique et solidaire
- Emmanuelle Wargon, secrétaire d'État auprès du ministre d'État, ministre de la Transition écologique et solidaire

Ministère de la Justice
- Nicole Belloubet, garde des Sceaux, ministre de la Justice

Ministère de l'Europe et des Affaires étrangères
- Jean-Yves Le Drian, ministre de l'Europe et des Affaires étrangères
- Jean-Baptiste Lemoyne, secrétaire d'État auprès du ministre de l'Europe et des Affaires étrangères
- Amélie de Montchalin, secrétaire d'État auprès du ministre de l'Europe et des Affaires étrangères, chargée des Affaires européennes

Ministère des Armées
- Florence Parly, ministre des Armées
- Geneviève Darrieussecq, secrétaire d'État auprès de la ministre des Armées

Ministère des Solidarités et de la Santé
- Agnès Buzyn, ministre des Solidarités et de la Santé
- Christelle Dubos, secrétaire d'État auprès de la ministre des Solidarités et de la Santé
- Adrien Taquet, secrétaire d'État auprès de la ministre des Solidarités et de la Santé

Ministère de l'Économie et des Finances
- Bruno Le Maire, ministre de l'Économie et des Finances
- Cédric O, secrétaire d'État auprès du ministre de l'Économie et des Finances et du ministre de l'Action et des Comptes publics, chargé du Numérique
- Agnès Pannier-Runacher, secrétaire d'État auprès du ministre de l'Économie et des Finances

Ministère du Travail
- Muriel Pénicaud, ministre du Travail

Ministère de l'Éducation nationale et de la Jeunesse
- Jean-Michel Blanquer, ministre de l'Éducation nationale et de la Jeunesse
- Gabriel Attal, secrétaire d'État auprès du ministre de l'Éducation nationale et de la Jeunesse

Ministère de l'Action et des Comptes publics
- Gérald Darmanin, ministre de l'Action et des Comptes publics
- Cédric O, secrétaire d'État auprès du ministre de l'Économie et des Finances et du ministre de l'Action et des Comptes publics, chargé du Numérique
- Olivier Dussopt, secrétaire d'État auprès du ministre de l'Action et des Comptes publics

Ministère de l'Intérieur
- Christophe Castaner, ministre de l'Intérieur
- Laurent Nuñez, secrétaire d'État auprès du ministre de l'Intérieur

Ministère de l'Enseignement supérieur, de la Recherche et de l'Innovation
- Frédérique Vidal, ministre de l'Enseignement supérieur, de la Recherche et de l'Innovation

Ministère de la Cohésion des territoires et des Relations avec les collectivités territoriales
- Jacqueline Gourault, ministre de la Cohésion des territoires et des Relations avec les collectivités territoriales
- Sébastien Lecornu, ministre auprès de la ministre de la Cohésion des territoires et des Relations avec les collectivités territoriales, chargé des Collectivités territoriales
- Julien Denormandie, ministre auprès de la ministre de la Cohésion des territoires et des Relations avec les collectivités territoriales, chargé de la Ville et du Logement

Ministère des Outre-mer
- Annick Girardin, ministre des Outre-mer

Ministère de la Culture
- Franck Riester, ministre de la Culture

Ministère de l'Agriculture et de l'Alimentation
- Didier Guillaume, ministre de l'Agriculture et de l'Alimentation

Ministère des Sports
- Roxana Maracineanu, ministre des Sports

### Organisation fonctionnelle du 16 juillet au 3 septembre 2019
Premier ministre
- Édouard Philippe, Premier ministre
- Marc Fesneau, ministre auprès du Premier ministre, chargé des Relations avec le Parlement
- Sibeth Ndiaye, secrétaire d'État auprès du Premier ministre, porte-parole du Gouvernement
- Marlène Schiappa, secrétaire d'État auprès du Premier ministre, chargée de l'Égalité entre les femmes et les hommes et de la Lutte contre les discriminations
- Sophie Cluzel, secrétaire d'État auprès du Premier ministre, chargée des Personnes handicapées

Ministère de la Justice
- Nicole Belloubet, garde des Sceaux, ministre de la Justice

Ministère de l'Europe et des Affaires étrangères
- Jean-Yves Le Drian, ministre de l'Europe et des Affaires étrangères
- Jean-Baptiste Lemoyne, secrétaire d'État auprès du ministre de l'Europe et des Affaires étrangères
- Amélie de Montchalin, secrétaire d'État auprès du ministre de l'Europe et des Affaires étrangères, chargée des Affaires européennes

Ministère des Armées
- Florence Parly, ministre des Armées
- Geneviève Darrieussecq, secrétaire d'État auprès de la ministre des Armées

Ministère de la Transition écologique et solidaire
- Élisabeth Borne, ministre de la Transition écologique et solidaire
- Brune Poirson, secrétaire d'État auprès de la ministre de la Transition écologique et solidaire
- Emmanuelle Wargon, secrétaire d'État auprès de la ministre de la Transition écologique et solidaire

Ministère des Solidarités et de la Santé
- Agnès Buzyn, ministre des Solidarités et de la Santé
- Christelle Dubos, secrétaire d'État auprès de la ministre des Solidarités et de la Santé
- Adrien Taquet, secrétaire d'État auprès de la ministre des Solidarités et de la Santé

Ministère de l'Économie et des Finances
- Bruno Le Maire, ministre de l'Économie et des Finances
- Cédric O, secrétaire d'État auprès du ministre de l'Économie et des Finances et du ministre de l'Action et des Comptes publics, chargé du Numérique
- Agnès Pannier-Runacher, secrétaire d'État auprès du ministre de l'Économie et des Finances

Ministère du Travail
- Muriel Pénicaud, ministre du Travail

Ministère de l'Éducation nationale et de la Jeunesse
- Jean-Michel Blanquer, ministre de l'Éducation nationale et de la Jeunesse
- Gabriel Attal, secrétaire d'État auprès du ministre de l'Éducation nationale et de la Jeunesse

Ministère de l'Action et des Comptes publics
- Gérald Darmanin, ministre de l'Action et des Comptes publics
- Cédric O, secrétaire d'État auprès du ministre de l'Économie et des Finances et du ministre de l'Action et des Comptes publics, chargé du Numérique
- Olivier Dussopt, secrétaire d'État auprès du ministre de l'Action et des Comptes publics

Ministère de l'Intérieur
- Christophe Castaner, ministre de l'Intérieur
- Laurent Nuñez, secrétaire d'État auprès du ministre de l'Intérieur

Ministère de l'Enseignement supérieur, de la Recherche et de l'Innovation
- Frédérique Vidal, ministre de l'Enseignement supérieur, de la Recherche et de l'Innovation

Ministère de la Cohésion des territoires et des Relations avec les collectivités territoriales
- Jacqueline Gourault, ministre de la Cohésion des territoires et des Relations avec les collectivités territoriales
- Sébastien Lecornu, ministre auprès de la ministre de la Cohésion des territoires et des Relations avec les collectivités territoriales, chargé des Collectivités territoriales
- Julien Denormandie, ministre auprès de la ministre de la Cohésion des territoires et des Relations avec les collectivités territoriales, chargé de la Ville et du Logement

Ministère des Outre-mer
- Annick Girardin, ministre des Outre-mer

Ministère de la Culture
- Franck Riester, ministre de la Culture

Ministère de l'Agriculture et de l'Alimentation
- Didier Guillaume, ministre de l'Agriculture et de l'Alimentation

Ministère des Sports
- Roxana Maracineanu, ministre des Sports

### Organisation fonctionnelle du 3 septembre au 17 décembre 2019
Premier ministre
- Édouard Philippe, Premier ministre
- Marc Fesneau, ministre auprès du Premier ministre, chargé des Relations avec le Parlement
- Sibeth Ndiaye, secrétaire d'État auprès du Premier ministre, porte-parole du Gouvernement
- Marlène Schiappa, secrétaire d'État auprès du Premier ministre, chargée de l'Égalité entre les femmes et les hommes et de la Lutte contre les discriminations
- Sophie Cluzel, secrétaire d'État auprès du Premier ministre, chargée des Personnes handicapées

Ministère de la Justice
- Nicole Belloubet, garde des Sceaux, ministre de la Justice

Ministère de l'Europe et des Affaires étrangères
- Jean-Yves Le Drian, ministre de l'Europe et des Affaires étrangères
- Jean-Baptiste Lemoyne, secrétaire d'État auprès du ministre de l'Europe et des Affaires étrangères
- Amélie de Montchalin, secrétaire d'État auprès du ministre de l'Europe et des Affaires étrangères, chargée des Affaires européennes

Ministère des Armées
- Florence Parly, ministre des Armées
- Geneviève Darrieussecq, secrétaire d'État auprès de la ministre des Armées

Ministère de la Transition écologique et solidaire
- Élisabeth Borne, ministre de la Transition écologique et solidaire
- Brune Poirson, secrétaire d'État auprès de la ministre de la Transition écologique et solidaire
- Emmanuelle Wargon, secrétaire d'État auprès de la ministre de la Transition écologique et solidaire
- Jean-Baptiste Djebbari, secrétaire d'État auprès de la ministre de la Transition écologique et solidaire, chargé des Transports

Ministère des Solidarités et de la Santé
- Agnès Buzyn, ministre des Solidarités et de la Santé
- Jean-Paul Delevoye, haut-commissaire aux Retraites, auprès de la ministre des Solidarités et de la Santé
- Christelle Dubos, secrétaire d'État auprès de la ministre des Solidarités et de la Santé
- Adrien Taquet, secrétaire d'État auprès de la ministre des Solidarités et de la Santé

Ministère de l'Économie et des Finances
- Bruno Le Maire, ministre de l'Économie et des Finances
- Cédric O, secrétaire d'État auprès du ministre de l'Économie et des Finances et du ministre de l'Action et des Comptes publics, chargé du Numérique
- Agnès Pannier-Runacher, secrétaire d'État auprès du ministre de l'Économie et des Finances

Ministère du Travail
- Muriel Pénicaud, ministre du Travail

Ministère de l'Éducation nationale et de la Jeunesse
- Jean-Michel Blanquer, ministre de l'Éducation nationale et de la Jeunesse
- Gabriel Attal, secrétaire d'État auprès du ministre de l'Éducation nationale et de la Jeunesse

Ministère de l'Action et des Comptes publics
- Gérald Darmanin, ministre de l'Action et des Comptes publics
- Cédric O, secrétaire d'État auprès du ministre de l'Économie et des Finances et du ministre de l'Action et des Comptes publics, chargé du Numérique
- Olivier Dussopt, secrétaire d'État auprès du ministre de l'Action et des Comptes publics

Ministère de l'Intérieur
- Christophe Castaner, ministre de l'Intérieur
- Laurent Nuñez, secrétaire d'État auprès du ministre de l'Intérieur

Ministère de l'Enseignement supérieur, de la Recherche et de l'Innovation
- Frédérique Vidal, ministre de l'Enseignement supérieur, de la Recherche et de l'Innovation

Ministère de la Cohésion des territoires et des Relations avec les collectivités territoriales
- Jacqueline Gourault, ministre de la Cohésion des territoires et des Relations avec les collectivités territoriales
- Sébastien Lecornu, ministre auprès de la ministre de la Cohésion des territoires et des Relations avec les collectivités territoriales, chargé des Collectivités territoriales
- Julien Denormandie, ministre auprès de la ministre de la Cohésion des territoires et des Relations avec les collectivités territoriales, chargé de la Ville et du Logement

Ministère des Outre-mer
- Annick Girardin, ministre des Outre-mer

Ministère de la Culture
- Franck Riester, ministre de la Culture

Ministère de l'Agriculture et de l'Alimentation
- Didier Guillaume, ministre de l'Agriculture et de l'Alimentation

Ministère des Sports
- Roxana Maracineanu, ministre des Sports

### Organisation fonctionnelle du 17 décembre 2019 au 16 février 2020
Premier ministre
- Édouard Philippe, Premier ministre
- Marc Fesneau, ministre auprès du Premier ministre, chargé des Relations avec le Parlement
- Sibeth Ndiaye, secrétaire d'État auprès du Premier ministre, porte-parole du Gouvernement
- Marlène Schiappa, secrétaire d'État auprès du Premier ministre, chargée de l'Égalité entre les femmes et les hommes et de la Lutte contre les discriminations
- Sophie Cluzel, secrétaire d'État auprès du Premier ministre, chargée des Personnes handicapées

Ministère de la Justice
- Nicole Belloubet, garde des Sceaux, ministre de la Justice

Ministère de l'Europe et des Affaires étrangères
- Jean-Yves Le Drian, ministre de l'Europe et des Affaires étrangères
- Jean-Baptiste Lemoyne, secrétaire d'État auprès du ministre de l'Europe et des Affaires étrangères
- Amélie de Montchalin, secrétaire d'État auprès du ministre de l'Europe et des Affaires étrangères, chargée des Affaires européennes

Ministère des Armées
- Florence Parly, ministre des Armées
- Geneviève Darrieussecq, secrétaire d'État auprès de la ministre des Armées

Ministère de la Transition écologique et solidaire
- Élisabeth Borne, ministre de la Transition écologique et solidaire
- Brune Poirson, secrétaire d'État auprès de la ministre de la Transition écologique et solidaire
- Emmanuelle Wargon, secrétaire d'État auprès de la ministre de la Transition écologique et solidaire
- Jean-Baptiste Djebbari, secrétaire d'État auprès de la ministre de la Transition écologique et solidaire, chargé des Transports

Ministère des Solidarités et de la Santé
- Agnès Buzyn, ministre des Solidarités et de la Santé
- Christelle Dubos, secrétaire d'État auprès de la ministre des Solidarités et de la Santé
- Adrien Taquet, secrétaire d'État auprès de la ministre des Solidarités et de la Santé
- Laurent Pietraszewski, secrétaire d'État auprès de la ministre des Solidarités et de la Santé, chargé des Retraites

Ministère de l'Économie et des Finances
- Bruno Le Maire, ministre de l'Économie et des Finances
- Cédric O, secrétaire d'État auprès du ministre de l'Économie et des Finances et du ministre de l'Action et des Comptes publics, chargé du Numérique
- Agnès Pannier-Runacher, secrétaire d'État auprès du ministre de l'Économie et des Finances

Ministère du Travail
- Muriel Pénicaud, ministre du Travail

Ministère de l'Éducation nationale et de la Jeunesse
- Jean-Michel Blanquer, ministre de l'Éducation nationale et de la Jeunesse
- Gabriel Attal, secrétaire d'État auprès du ministre de l'Éducation nationale et de la Jeunesse

Ministère de l'Action et des Comptes publics
- Gérald Darmanin, ministre de l'Action et des Comptes publics
- Cédric O, secrétaire d'État auprès du ministre de l'Économie et des Finances et du ministre de l'Action et des Comptes publics, chargé du Numérique
- Olivier Dussopt, secrétaire d'État auprès du ministre de l'Action et des Comptes publics

Ministère de l'Intérieur
- Christophe Castaner, ministre de l'Intérieur
- Laurent Nuñez, secrétaire d'État auprès du ministre de l'Intérieur

Ministère de l'Enseignement supérieur, de la Recherche et de l'Innovation
- Frédérique Vidal, ministre de l'Enseignement supérieur, de la Recherche et de l'Innovation

Ministère de la Cohésion des territoires et des Relations avec les collectivités territoriales
- Jacqueline Gourault, ministre de la Cohésion des territoires et des Relations avec les collectivités territoriales
- Sébastien Lecornu, ministre auprès de la ministre de la Cohésion des territoires et des Relations avec les collectivités territoriales, chargé des Collectivités territoriales
- Julien Denormandie, ministre auprès de la ministre de la Cohésion des territoires et des Relations avec les collectivités territoriales, chargé de la Ville et du Logement

Ministère des Outre-mer
- Annick Girardin, ministre des Outre-mer

Ministère de la Culture
- Franck Riester, ministre de la Culture

Ministère de l'Agriculture et de l'Alimentation
- Didier Guillaume, ministre de l'Agriculture et de l'Alimentation

Ministère des Sports
- Roxana Maracineanu, ministre des Sports

### Organisation fonctionnelle du 16 février au 19 mai 2020
Premier ministre
- Édouard Philippe, Premier ministre
- Marc Fesneau, ministre auprès du Premier ministre, chargé des Relations avec le Parlement
- Sibeth Ndiaye, secrétaire d'État auprès du Premier ministre, porte-parole du Gouvernement
- Marlène Schiappa, secrétaire d'État auprès du Premier ministre, chargée de l'Égalité entre les femmes et les hommes et de la Lutte contre les discriminations
- Sophie Cluzel, secrétaire d'État auprès du Premier ministre, chargée des Personnes handicapées

Ministère de la Justice
- Nicole Belloubet, garde des Sceaux, ministre de la Justice

Ministère de l'Europe et des Affaires étrangères
- Jean-Yves Le Drian, ministre de l'Europe et des Affaires étrangères
- Jean-Baptiste Lemoyne, secrétaire d'État auprès du ministre de l'Europe et des Affaires étrangères
- Amélie de Montchalin, secrétaire d'État auprès du ministre de l'Europe et des Affaires étrangères, chargée des Affaires européennes

Ministère des Armées
- Florence Parly, ministre des Armées
- Geneviève Darrieussecq, secrétaire d'État auprès de la ministre des Armées

Ministère de la Transition écologique et solidaire
- Élisabeth Borne, ministre de la Transition écologique et solidaire
- Brune Poirson, secrétaire d'État auprès de la ministre de la Transition écologique et solidaire
- Emmanuelle Wargon, secrétaire d'État auprès de la ministre de la Transition écologique et solidaire
- Jean-Baptiste Djebbari, secrétaire d'État auprès de la ministre de la Transition écologique et solidaire, chargé des Transports

Ministère des Solidarités et de la Santé
- Olivier Véran, ministre des Solidarités et de la Santé
- Christelle Dubos, secrétaire d'État auprès du ministre des Solidarités et de la Santé
- Adrien Taquet, secrétaire d'État auprès du ministre des Solidarités et de la Santé
- Laurent Pietraszewski, secrétaire d'État auprès du ministre des Solidarités et de la Santé, chargé des Retraites

Ministère de l'Économie et des Finances
- Bruno Le Maire, ministre de l'Économie et des Finances
- Cédric O, secrétaire d'État auprès du ministre de l'Économie et des Finances et du ministre de l'Action et des Comptes publics, chargé du Numérique
- Agnès Pannier-Runacher, secrétaire d'État auprès du ministre de l'Économie et des Finances

Ministère du Travail
- Muriel Pénicaud, ministre du Travail

Ministère de l'Éducation nationale et de la Jeunesse
- Jean-Michel Blanquer, ministre de l'Éducation nationale et de la Jeunesse
- Gabriel Attal, secrétaire d'État auprès du ministre de l'Éducation nationale et de la Jeunesse

Ministère de l'Action et des Comptes publics
- Gérald Darmanin, ministre de l'Action et des Comptes publics
- Cédric O, secrétaire d'État auprès du ministre de l'Économie et des Finances et du ministre de l'Action et des Comptes publics, chargé du Numérique
- Olivier Dussopt, secrétaire d'État auprès du ministre de l'Action et des Comptes publics

Ministère de l'Intérieur
- Christophe Castaner, ministre de l'Intérieur
- Laurent Nuñez, secrétaire d'État auprès du ministre de l'Intérieur

Ministère de l'Enseignement supérieur, de la Recherche et de l'Innovation
- Frédérique Vidal, ministre de l'Enseignement supérieur, de la Recherche et de l'Innovation

Ministère de la Cohésion des territoires et des Relations avec les collectivités territoriales
- Jacqueline Gourault, ministre de la Cohésion des territoires et des Relations avec les collectivités territoriales
- Sébastien Lecornu, ministre auprès de la ministre de la Cohésion des territoires et des Relations avec les collectivités territoriales, chargé des Collectivités territoriales
- Julien Denormandie, ministre auprès de la ministre de la Cohésion des territoires et des Relations avec les collectivités territoriales, chargé de la Ville et du Logement

Ministère des Outre-mer
- Annick Girardin, ministre des Outre-mer

Ministère de la Culture
- Franck Riester, ministre de la Culture

Ministère de l'Agriculture et de l'Alimentation
- Didier Guillaume, ministre de l'Agriculture et de l'Alimentation

Ministère des Sports
- Roxana Maracineanu, ministre des Sports

### Organisation fonctionnelle du 19 mai au 3 juillet 2020 (Affaires courantes du 3 au 6 juillet 2020)
Premier ministre
- Édouard Philippe, Premier ministre
- Marc Fesneau, ministre auprès du Premier ministre, chargé des Relations avec le Parlement
- Sibeth Ndiaye, secrétaire d'État auprès du Premier ministre, porte-parole du Gouvernement
- Marlène Schiappa, secrétaire d'État auprès du Premier ministre, chargée de l'Égalité entre les femmes et les hommes et de la Lutte contre les discriminations
- Sophie Cluzel, secrétaire d'État auprès du Premier ministre, chargée des Personnes handicapées

Ministère de la Justice
- Nicole Belloubet, garde des Sceaux, ministre de la Justice

Ministère de l'Europe et des Affaires étrangères
- Jean-Yves Le Drian, ministre de l'Europe et des Affaires étrangères
- Jean-Baptiste Lemoyne, secrétaire d'État auprès du ministre de l'Europe et des Affaires étrangères
- Amélie de Montchalin, secrétaire d'État auprès du ministre de l'Europe et des Affaires étrangères, chargée des Affaires européennes

Ministère des Armées
- Florence Parly, ministre des Armées
- Geneviève Darrieussecq, secrétaire d'État auprès de la ministre des Armées

Ministère de la Transition écologique et solidaire
- Élisabeth Borne, ministre de la Transition écologique et solidaire
- Brune Poirson, secrétaire d'État auprès de la ministre de la Transition écologique et solidaire
- Emmanuelle Wargon, secrétaire d'État auprès de la ministre de la Transition écologique et solidaire
- Jean-Baptiste Djebbari, secrétaire d'État auprès de la ministre de la Transition écologique et solidaire, chargé des Transports

Ministère des Solidarités et de la Santé
- Olivier Véran, ministre des Solidarités et de la Santé
- Christelle Dubos, secrétaire d'État auprès du ministre des Solidarités et de la Santé
- Adrien Taquet, secrétaire d'État auprès du ministre des Solidarités et de la Santé
- Laurent Pietraszewski, secrétaire d'État auprès du ministre des Solidarités et de la Santé, chargé des Retraites, et auprès de la ministre du Travail, chargé de la Protection de la santé des salariés contre l'épidémie de Covid-19

Ministère de l'Économie et des Finances
- Bruno Le Maire, ministre de l'Économie et des Finances
- Cédric O, secrétaire d'État auprès du ministre de l'Économie et des Finances et du ministre de l'Action et des Comptes publics, chargé du Numérique
- Agnès Pannier-Runacher, secrétaire d'État auprès du ministre de l'Économie et des Finances

Ministère du Travail
- Muriel Pénicaud, ministre du Travail
- Laurent Pietraszewski, secrétaire d'État auprès du ministre des Solidarités et de la Santé, chargé des Retraites, et auprès de la ministre du Travail, chargé de la Protection de la santé des salariés contre l'épidémie de Covid-19

Ministère de l'Éducation nationale et de la Jeunesse
- Jean-Michel Blanquer, ministre de l'Éducation nationale et de la Jeunesse
- Gabriel Attal, secrétaire d'État auprès du ministre de l'Éducation nationale et de la Jeunesse

Ministère de l'Action et des Comptes publics
- Gérald Darmanin, ministre de l'Action et des Comptes publics
- Cédric O, secrétaire d'État auprès du ministre de l'Économie et des Finances et du ministre de l'Action et des Comptes publics, chargé du Numérique
- Olivier Dussopt, secrétaire d'État auprès du ministre de l'Action et des Comptes publics

Ministère de l'Intérieur
- Christophe Castaner, ministre de l'Intérieur
- Laurent Nuñez, secrétaire d'État auprès du ministre de l'Intérieur

Ministère de l'Enseignement supérieur, de la Recherche et de l'Innovation
- Frédérique Vidal, ministre de l'Enseignement supérieur, de la Recherche et de l'Innovation

Ministère de la Cohésion des territoires et des Relations avec les collectivités territoriales
- Jacqueline Gourault, ministre de la Cohésion des territoires et des Relations avec les collectivités territoriales
- Sébastien Lecornu, ministre auprès de la ministre de la Cohésion des territoires et des Relations avec les collectivités territoriales, chargé des Collectivités territoriales
- Julien Denormandie, ministre auprès de la ministre de la Cohésion des territoires et des Relations avec les collectivités territoriales, chargé de la Ville et du Logement

Ministère des Outre-mer
- Annick Girardin, ministre des Outre-mer

Ministère de la Culture
- Franck Riester, ministre de la Culture

Ministère de l'Agriculture et de l'Alimentation
- Didier Guillaume, ministre de l'Agriculture et de l'Alimentation

Ministère des Sports
- Roxana Maracineanu, ministre des Sports

## Galerie du gouvernement lors de sa démission

### Premier ministre
| Portrait         | Fonction         | Nom | Nom              | Parti |
| ---------------- | ---------------- | --- | ---------------- | ----- |
| Édouard Philippe | Premier ministre |     | Édouard Philippe | DVD   |

### Ministres
| Portrait             | Fonction                                                                                      | Nom | Nom                  | Parti  |
| -------------------- | --------------------------------------------------------------------------------------------- | --- | -------------------- | ------ |
| Nicole Belloubet     | Garde des Sceaux, ministre de la Justice                                                      |     | Nicole Belloubet     | DVG    |
| Jean-Yves le Drian   | Ministre de l'Europe et des Affaires étrangères                                               |     | Jean-Yves Le Drian   | TdP    |
| Florence Parly       | Ministre des Armées                                                                           |     | Florence Parly       | DVG    |
| Élisabeth Borne      | Ministre de la Transition écologique et solidaire                                             |     | Élisabeth Borne      | LREM   |
|                      | Ministre des Solidarités et de la Santé                                                       |     | Olivier Véran        | LREM   |
| Bruno Le Maire       | Ministre de l'Économie et des Finances                                                        |     | Bruno Le Maire       | LREM   |
| Muriel Pénicaud      | Ministre du Travail                                                                           |     | Muriel Pénicaud      | LREM   |
| Jean-Michel Blanquer | Ministre de l'Éducation nationale et de la Jeunesse                                           |     | Jean-Michel Blanquer | LREM   |
| Gérald Darmanin      | Ministre de l'Action et des Comptes publics                                                   |     | Gérald Darmanin      | LREM   |
| Christophe Castaner  | Ministre de l'Intérieur                                                                       |     | Christophe Castaner  | LREM   |
| Frédérique Vidal     | Ministre de l'Enseignement supérieur, de la Recherche et de l'Innovation                      |     | Frédérique Vidal     | LREM   |
| Jacqueline Gourault  | Ministre de la Cohésion des territoires et des Relations avec les collectivités territoriales |     | Jacqueline Gourault  | MoDem  |
| Annick Girardin      | Ministre des Outre-mer                                                                        |     | Annick Girardin      | MR-CSA |
| Franck Riester       | Ministre de la Culture                                                                        |     | Franck Riester       | Agir   |
| Didier Guillaume     | Ministre de l'Agriculture et de l'Alimentation                                                |     | Didier Guillaume     | DVG    |
| Roxana Maracineanu   | Ministre des Sports                                                                           |     | Roxana Maracineanu   | DVG    |

### Ministres auprès d'un ministre
| Portrait           | Fonction                                        | Ministre de rattachement                                                                      | Nom | Nom                | Parti |
| ------------------ | ----------------------------------------------- | --------------------------------------------------------------------------------------------- | --- | ------------------ | ----- |
| Marc Fesneau       | Ministre chargé des Relations avec le Parlement | Premier ministre                                                                              |     | Marc Fesneau       | MoDem |
| Sébastien Lecornu  | Ministre chargé des Collectivités territoriales | Ministre de la Cohésion des territoires et des Relations avec les collectivités territoriales |     | Sébastien Lecornu  | LREM  |
| Julien Denormandie | Ministre chargé de la Ville et du Logement      | Ministre de la Cohésion des territoires et des Relations avec les collectivités territoriales |     | Julien Denormandie | LREM  |

### Secrétaires d'État
| Portrait               | Fonction | Ministre de rattachement                                                            | Nom                   | Nom                    | Parti    |
| ---------------------- | --- | ----------------------------------------------------------------------------------- | --------------------- | ---------------------- | -------- |
|                        | Secrétaire d'État, porte-parole du gouvernement                                                                   | Premier ministre                                                                    |                       | Sibeth Ndiaye          | LREM     |
| Marlène Schiappa       | Secrétaire d'État chargée de l'Égalité entre les femmes et les hommes et de la Lutte contre les discriminations   | Premier ministre                                                                    |                       | Marlène Schiappa       | LREM     |
| Sophie Cluzel          | Secrétaire d'État chargée des Personnes handicapées                                                               | Premier ministre                                                                    |                       | Sophie Cluzel          | LREM     |
| Jean-Baptiste Lemoyne  | Secrétaire d'État                                                                                                 | Ministre de l'Europe et des Affaires étrangères                                     |                       | Jean-Baptiste Lemoyne  | LREM     |
| Amélie de Montchalin   | Secrétaire d'État chargée des Affaires européennes                                                                | Ministre de l'Europe et des Affaires étrangères                                     |                       | Amélie de Montchalin   | LREM     |
| Geneviève Darrieussecq | Secrétaire d'État                                                                                                 | Ministre des Armées                                                                 |                       | Geneviève Darrieussecq | MoDem    |
| Brune Poirson          | Secrétaire d'État                                                                                                 | Ministre de la Transition écologique et solidaire                                   |                       | Brune Poirson          | LREM     |
|                        | Secrétaire d'État                                                                                                 | Ministre de la Transition écologique et solidaire                                   |                       | Emmanuelle Wargon      | DVG      |
| Illustration manquante | Secrétaire d'État chargé des Transports                                                                           | Ministre de la Transition écologique et solidaire                                   |                       | Jean-Baptiste Djebbari | LREM-TdP |
| Christelle Dubos       | Secrétaire d'État                                                                                                 | Ministre des Solidarités et de la Santé                                             |                       | Christelle Dubos       | LREM     |
| Adrien Taquet          | Secrétaire d'État                                                                                                 | Ministre des Solidarités et de la Santé                                             | Adrien Taquet         |                        | LREM     |
| Laurent Pietraszewski  | Secrétaire d'État chargé des Retraites et de la Protection de la santé des salariés contre l'épidémie de Covid-19 | Ministre des Solidarités et de la Santé (retraites), Ministre du Travail (Covid-19) | Laurent Pietraszewski |                        | LREM     |
|                        | Secrétaire d'État chargé du Numérique                                                                             | Ministre de l'Économie et des Finances, Ministre de l'Action et des Comptes publics |                       | Cédric O               | LREM     |
| Illustration manquante | Secrétaire d'État                                                                                                 | Ministre de l'Économie et des Finances                                              |                       | Agnès Pannier-Runacher | LREM     |
| Gabriel Attal          | Secrétaire d'État                                                                                                 | Ministre de l'Éducation nationale et de la Jeunesse                                 |                       | Gabriel Attal          | LREM     |
| Olivier Dussopt        | Secrétaire d'État                                                                                                 | Ministre de l'Action et des Comptes publics                                         |                       | Olivier Dussopt        | TdP      |
|                        | Secrétaire d'État                                                                                                 | Ministre de l'Intérieur                                                             |                       | Laurent Nuñez          | LREM     |

| Divers droite (DVD) | Divers gauche (DVG) | La République en marche (LREM) | Mouvement démocrate (MoDem) | Mouvement radical (MR) | Territoires de progrès (TdP) | Agir |
| ------------------- | ------------------- | ------------------------------ | --------------------------- | ---------------------- | ---------------------------- | ---- |
|                     |                     |                                |                             |                        |                              |      |

## Cessation de fonction
À la suite des élections municipales, le 3 juillet 2020, le Premier ministre présente la démission de son gouvernement au président de la République.

## Répartition partisane
| Parti                         | Parti                         | Premier ministre | Ministres d'État | Ministres | Ministres délégués | Secrétaires d'État | Total |
| ----------------------------- | ----------------------------- | ---------------- | ---------------- | --------- | ------------------ | ------------------ | ----- |
| Répartition le 21 juin 2017   | Répartition le 21 juin 2017   | 1                | 2                | 14        | 3                  | 10                 | 30    |
|                               | Les Républicains (dissidents) | 1                |                  | 2         |                    | 1                  | 4     |
|                               | Parti socialiste (dissidents) |                  | 1                | 2         |                    |                    | 3     |
|                               | Divers écologiste             | 1                |                  |           |                    | 1                  |       |
|                               | Sans étiquette                |                  | 3                | 1         | 1                  | 5                  |       |
|                               | Divers gauche                 |                  | 3                | 1         |                    | 4                  |       |
|                               | Parti radical de gauche       |                  | 2                |           |                    | 2                  |       |
|                               | La République en marche       |                  | 1                |           | 7                  | 8                  |       |
|                               | Divers droite                 |                  | 1                |           |                    | 1                  |       |
|                               | Mouvement démocrate           |                  |                  | 1         | 1                  | 2                  |       |
|                               |                               |                  |                  |           |                    |                    |       |
| Répartition le 3 juillet 2020 | Répartition le 3 juillet 2020 | 1                |                  | 16        | 3                  | 17                 | 37    |
|                               | Divers droite                 | 1                |                  |           |                    | 1                  |       |
|                               | La République en marche       |                  | 8                | 2         | 14                 | 24                 |       |
|                               | Divers gauche                 | 4                |                  | 1         | 5                  |                    |       |
|                               | Mouvement démocrate           | 1                | 1                | 1         | 3                  |                    |       |
|                               | Territoires de progrès        | 1                |                  | 1         | 2                  |                    |       |
|                               | Mouvement radical             | 1                |                  |           | 1                  |                    |       |
|                               | Agir                          | 1                |                  |           | 1                  |                    |       |

## Parité hommes - femmes
En juin 2017, le gouvernement comporte dix-huit femmes sur trente-sept ministres ou secrétaires d'État. Deux femmes occupent un ministère régalien (Nicole Belloubet à la Justice, numéro deux du gouvernement, et Florence Parly aux Armées), et les trois ministres auprès d'un ministre sont des hommes.
Après le remaniement du 16 février 2020, les femmes sont au nombre de dix-sept pour vingt hommes : 8 ministres, 0 ministres déléguées et 9 secrétaires d'État (pour 8, 3 et 8 hommes respectivement, auxquels il faut ajouter le Premier ministre).

## Relations avec le Parlement

### Vote de confiance du 4 juillet 2017
Le 4 juillet 2017, le Premier ministre a présenté la déclaration de politique générale du gouvernement, suivant l'article 49 alinéa premier de la Constitution. Édouard Philippe reçoit la confiance de l'Assemblée nationale par 370 voix pour, 67 contre et 129 abstentions, ce qui constitue une abstention record sous la Cinquième République.
| Position   | Groupe | Groupe | Groupe | Groupe | Groupe | Groupe | Groupe | Non-inscrits | Total |
| Position   | GDR    | LFI    | NG     | LREM   | MoDem  | LC     | LR     | Non-inscrits | Total |
| ---------- | ------ | ------ | ------ | ------ | ------ | ------ | ------ | ------------ | ----- |
| Position   |        |        |        |        |        |        |        | Non-inscrits | Total |
| POUR       | 0      | 0      | 3      | 305    | 46     | 12     | 1      | 3            | 370   |
| CONTRE     | 12     | 17     | 5      | 0      | 0      | 0      | 23     | 10           | 67    |
| ABSTENTION | 4      | 0      | 23     | 0      | 0      | 23     | 75     | 4            | 129   |
| NON-VOTANT | 0      | 0      | 0      | 8      | 1      | 0      | 0      | 0            | 9     |

### Motions de censure du 31 juillet 2018
Aux termes de l’alinéa 2 de l’article 49 de la Constitution, « l’Assemblée nationale met en cause la responsabilité du gouvernement par le vote d’une motion de censure ».
Le 26 juillet 2018, les députés du groupe Les Républicains déposent une motion de censure du gouvernement pour sa gestion de l’affaire Benalla. Les trois groupes d’opposition de gauche (Nouvelle Gauche, La France insoumise et la Gauche démocrate et républicaine) font de même le lendemain.
Dès le 26 juillet, Olivier Faure, député de Seine-et-Marne et premier secrétaire du Parti socialiste, indique que les députés du groupe Nouvelle Gauche pourraient voter la motion de censure déposée par Les Républicains, avant de se raviser quatre jours plus tard. Le 27 juillet, Marine Le Pen, députée NI du Pas-de-Calais et présidente du Rassemblement national, apporte son soutien aux motions. Éric Coquerel, député LFI de Seine-Saint-Denis, annonce que son groupe votera en faveur de celle présentée par LR.
Les textes des motions sont débattus le 31 juillet 2018 à l’Assemblée nationale. Cependant, l’existence d’une majorité de 389 députés favorables à l’action du gouvernement rend presque impossible l’adoption des deux motions provoquées par l’affaire Benalla. En effet, la motion des Républicains obtient 143 voix et celle de la gauche 74 voix. Elles ne sont donc pas adoptées.
| Position      | Groupe | Groupe | Groupe | Groupe | Groupe | Groupe | Groupe | Non-inscrits | Total |
| Position      | GDR    | LFI    | NG     | LREM   | MoDem  | UAI    | LR     | Non-inscrits | Total |
| ------------- | ------ | ------ | ------ | ------ | ------ | ------ | ------ | ------------ | ----- |
| Position      |        |        |        |        |        |        |        | Non-inscrits | Total |
| POUR (droite) | 14     | 17     | 0      | 0      | 0      | 0      | 101    | 11           | 143   |
| POUR (gauche) | 15     | 17     | 30     | 0      | 0      | 0      | 2      | 10           | 74    |

### Motion de censure du 13 décembre 2018
Le 11 décembre 2018, les groupes d’opposition de gauche à l’Assemblée nationale déposent une nouvelle motion de censure du gouvernement pour sa gestion de la crise des Gilets jaunes. Pour le premier secrétaire du Parti socialiste Olivier Faure, cette motion de censure « sert à montrer qu’il y a d’autres voies possibles », mais comme pour les précédentes, celle-ci a peu de chances d’être adoptée, les groupes de gauche comptant 62 membres sur 577 députés.
Le groupe Les Républicains annonce qu’il ne s’associera, ni ne votera la motion de censure, tandis que les députés du Rassemblement national soutiennent l’initiative.
La motion de censure est rejetée le 13 décembre 2018 avec 70 voix pour,.
| Position | Groupe | Groupe | Groupe | Groupe | Groupe | Groupe | Groupe | Groupe | Non-inscrits | Total |
| Position | GDR    | LFI    | SOC    | LT     | LREM   | MoDem  | UAI    | LR     | Non-inscrits | Total |
| -------- | ------ | ------ | ------ | ------ | ------ | ------ | ------ | ------ | ------------ | ----- |
| Position |        |        |        |        |        |        |        |        | Non-inscrits | Total |
| POUR     | 15     | 16     | 29     | 0      | 0      | 0      | 0      | 1      | 9            | 70    |

### Votes de confiance des 12 et 13 juin 2019

#### A l'Assemblée nationale le 12 juin
Le 12 juin 2019, le Premier ministre reçoit la confiance de l'Assemblée nationale par 363 voix pour, 163 contre et 47 abstentions.
| Position   | Groupe | Groupe | Groupe | Groupe | Groupe | Groupe | Groupe | Groupe | Non-inscrits | Total |
| Position   | GDR    | LFI    | SOC    | LT     | LREM   | MoDem  | UI     | LR     | Non-inscrits | Total |
| ---------- | ------ | ------ | ------ | ------ | ------ | ------ | ------ | ------ | ------------ | ----- |
| Position   |        |        |        |        |        |        |        |        | Non-inscrits | Total |
| POUR       | 0      | 0      | 0      | 2      | 304    | 46     | 11     | 0      | 0            | 363   |
| CONTRE     | 15     | 17     | 29     | 8      | 0      | 0      | 0      | 81     | 13           | 163   |
| ABSTENTION | 0      | 0      | 0      | 8      | 0      | 0      | 16     | 22     | 1            | 47    |
| NON-VOTANT | 0      | 0      | 0      | 0      | 1      | 0      | 0      | 0      | 0            | 1     |

#### Au Sénat le 13 juin
Le 13 juin 2019, le Premier ministre ne reçoit pas la confiance du Sénat car 181 sénateurs se sont abstenus, 93 ont voté contre et 71 pour.
| Position   | Groupe | Groupe | Groupe | Groupe | Groupe | Groupe | Groupe | RASNAG | Total |
| Position   | CRCE   | SOCR   | RDSE   | LREM   | UC     | LIRT   | LR     | RASNAG | Total |
| ---------- | ------ | ------ | ------ | ------ | ------ | ------ | ------ | ------ | ----- |
| Position   |        |        |        |        |        |        |        | RASNAG | Total |
| POUR       | 0      | 0      | 12     | 22     | 23     | 12     | 1      | 1      | 71    |
| CONTRE     | 16     | 62     | 3      | 0      | 0      | 0      | 10     | 2      | 93    |
| ABSTENTION | 0      | 10     | 8      | 0      | 28     | 1      | 132    | 2      | 181   |
| NON-VOTANT | 0      | 0      | 0      | 1      | 0      | 0      | 1      | 1      | 3     |

### Engagement de responsabilité du 29 février 2020
Le Gouvernement utilise l'article 49 alinéa 3 de la Constitution le 29 février 2020 et engage sa responsabilité sur le projet de loi instituant un système universel de retraite. Deux motions de censure sont alors déposées mais non adoptées. Le projet de loi est donc considéré comme adopté par l’Assemblée nationale.
| Position      | Groupe | Groupe | Groupe | Groupe | Groupe | Groupe | Groupe | Groupe | Non-inscrits | Total |
| Position      | GDR    | LFI    | SOC    | LT     | LREM   | MoDem  | UAI    | LR     | Non-inscrits | Total |
| ------------- | ------ | ------ | ------ | ------ | ------ | ------ | ------ | ------ | ------------ | ----- |
| Position      |        |        |        |        |        |        |        |        | Non-inscrits | Total |
| POUR (droite) | 0      | 17     | 0      | 13     | 0      | 0      | 6      | 104    | 8            | 148   |
| POUR (gauche) | 16     | 17     | 30     | 14     | 1      | 0      | 0      | 0      | 13           | 91    |

## Principales actions

### Ordonnances
- Ordonnances pour réformer le code du travail, signées le 22 septembre 2017

### Lois votées
| Titre | Promulgation      |
| --- | ----------------- |
| Lois pour la confiance dans la vie politique | 15 septembre 2017 |
| Loi renforçant la sécurité intérieure et la lutte contre le terrorisme                                                                                        | 30 octobre 2017   |
| Loi relative à l'orientation et à la réussite des étudiants                                                                                                   | 8 mars 2018       |
| Loi EGalim \| Loi pour l'équilibre des relations commerciales dans le secteur agricole et alimentaire et une alimentation saine, durable et accessible à tous | 30 octobre 2018   |
| Loi portant évolution du logement, de l'aménagement et du numérique                                                                                           | 23 novembre 2018  |
| Loi relative à la croissance et la transformation des entreprises                                                                                             | 22 mai 2019       |
| Loi pour une école de la confiance | 26 juillet 2019   |
| Loi d'urgence pour faire face à l'épidémie de Covid-19 | 23 mars 2020      |
| Loi prorogeant l'état d'urgence sanitaire et complétant ses dispositions                                                                                      | 11 mai 2020       |

### Plans d'action
- Plan pour le climat et la transition énergétique, présenté par Nicolas Hulot le 6 juillet 2017[75]
- Plan Étudiants (2017-2018)

### Réformes par décret
- Réforme de l'assurance chômage (2019-2021)
- Réforme du baccalauréat général et technologique et réforme du lycée (16 juillet 2018)

### Projet de loi abandonné
- Projet de réforme des retraites (2019-2020)

### Budgets
- Budget de l'État français en 2018
- Budget de l'État français en 2019
- Budget de l'État français en 2020

### Autre
En juillet 2018, le gouvernement décide de financer la suppression de la taxe d'habitation, une des mesures phares de la campagne d'Emmanuel Macron lors des élections présidentielles, par le déficit.

## Cabinets ministériels
Les nominations aux postes fonctionnels du cabinet du Premier ministre paraissent au Journal officiel.
Les Jours relève que les cabinets ministériels sont composés de conseillers ayant travaillé sous des gouvernements à la fois de droite et de gauche, ce qui constitue une « petite révolution culturelle » : « Le nouveau pouvoir macroniste réalise la fusion des « technos » issus du hollandisme jusqu’au sarkozysme ».

## Évaluation
Chaque mercredi en Conseil des ministres, un ou deux ministres ont la charge de s'exprimer devant le gouvernement et le président de la République sur les travaux en cours de leur ministère.
Au mois de juillet 2018, après un an d'exercice, Édouard Philippe reçoit, à la demande d'Emmanuel Macron, les différents ministres de manière individuelle, pour faire avec eux un premier bilan de l'action gouvernementale « dans le but d'améliorer l'action collective ». Cette méthode avait déjà été employée sous la présidence de Nicolas Sarkozy.